# غاي سكوت
غاي سكوت (بالإنجليزية: Guy Lindsay Scott )‏ (و. 1944  م) هو سياسي، واقتصادي زامبي، ولد في ليفينغستون.

## مناصب
تولى منصب رئيس زامبيا (28 أكتوبر 2014–25 يناير 2015)، ونائب رئيس زامبيا (23 سبتمبر 2011–28 أكتوبر 2014)، وعضو الجمعية الوطنية في زامبيا.

## التعليم
تعلم في Peterhouse Boys' School ‏، وجامعة ساسكس، وقاعة الثالوث ‏، وكلية الثالوث، كامبريدج.
| المناصب السياسية  | المناصب السياسية                                 | المناصب السياسية |
| ----------------- | ------------------------------------------------ | ---------------- |
| سبقه مايكل ساتا   | رئيس زامبيا 28 أكتوبر 2014 - 25 يناير 2015       | تبعه إدغار لونغو |
| سبقه George Kunda | نائب رئيس زامبيا 23 سبتمبر 2011 - 28 أكتوبر 2014 | تبعه Inonge Wina |